# Марченковка
Марченко́вка — слобода в Ольховатском районе Воронежской области России.
Входит в состав Марьевского сельского поселения.

## Население
| 1859 | 1897  | 2010 | 2012 | 2013 |
| ---- | ----- | ---- | ---- | ---- |
| 1368 | ↗1625 | ↘638 | ↘629 | ↘619 |

## Улицы
- ул. Кошелева,
- ул. Красная,
- ул. Ленина,
- ул. Мичурина,
- ул. Степная.